# Lohhof (Mindelheim)
Lohhof ist ein Ortsteil der oberschwäbischen Stadt Mindelheim im Landkreis Unterallgäu und war Teilort der ehemals selbstständigen Gemeinde Nassenbeuren.

## Geographie
Der Ort liegt etwa fünf Kilometer nördlich von Mindelheim und ist durch die B16 an den Hauptort angebunden. Im Ort entspringt ein Bach, der in die Östliche Mindel mündet.

## Geschichte

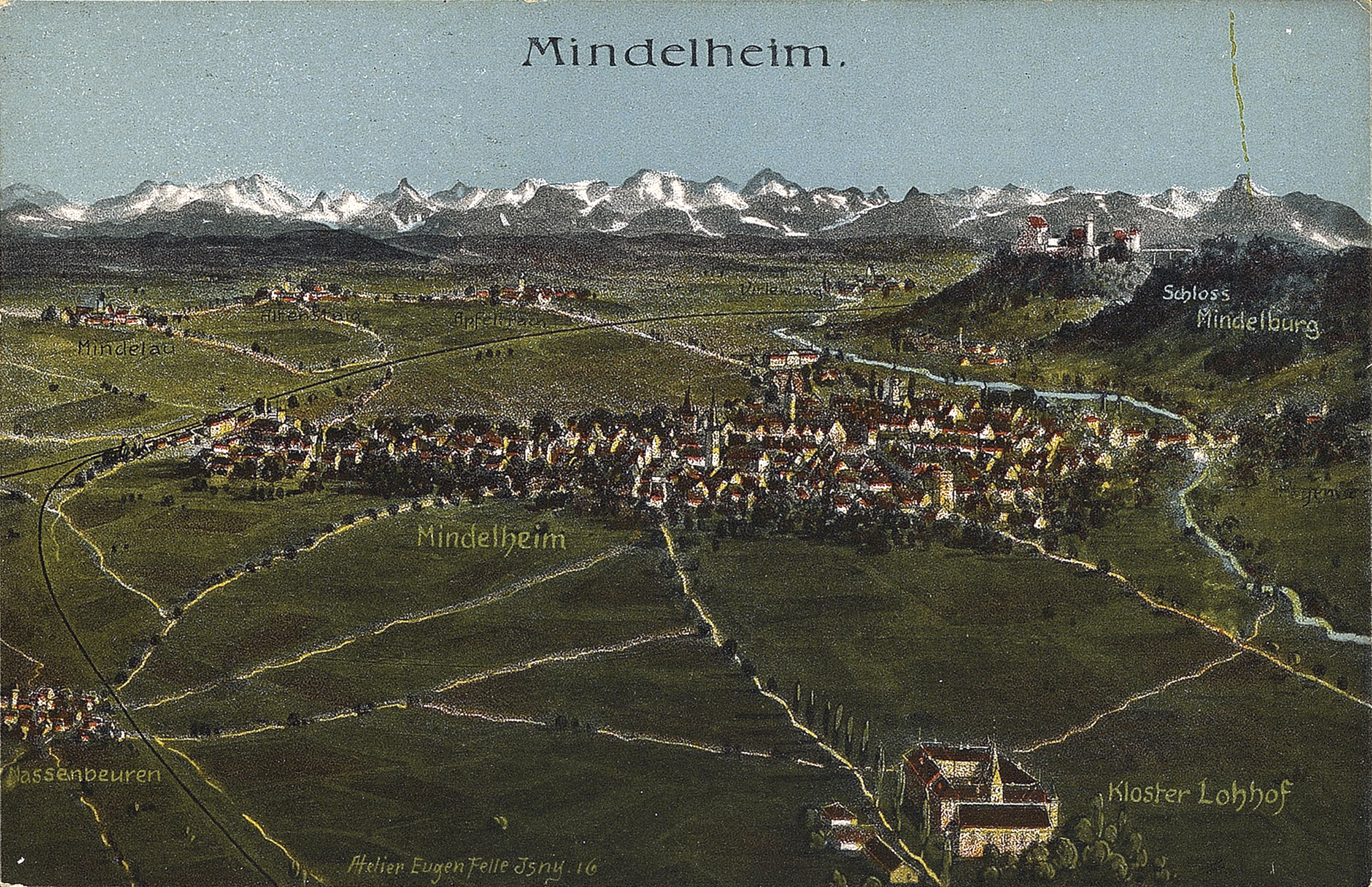
Blick über Mindelheim, rechts unten im Vordergrund Kloster Lohhof (Ansichtskarte von Eugen Felle, 1916)

Lohhof wurde von Nassenbeuren aus besiedelt und gehörte zur dortigen Pfarrei. Ursprünglich bestand der Ort aus einem einzigen Gehöft, dem Lohhof. Erstmals erwähnt wurde er 1363. Im Jahre 1445 war der Ort im Besitz von Hans Schlett zu Lochen. Von 1903 bis 1907 erbauten die Dominikanerinnen von Wettenhausen das Kloster Lohhof im neuromanischen Stil als Filialkloster, das seit 1949 als Altenheim genutzt wurde. In den 2000er Jahren wurde es von der Augsburger Gesellschaft für Lehmbau, Bildung und Arbeit gGmbH übernommen, die dort eine Drogentherapieeinrichtung einrichtete.
Die Gemeinde Nassenbeuren wurde am 1. Mai 1978 mit ihrem Ortsteil Lohhof zum Abschluss der Gebietsreform in Bayern in die Kreisstadt Mindelheim eingegliedert.

## Baudenkmäler
Neben dem Dominikanerinnenkloster sind weitere vier Objekte in die amtliche Denkmalliste aufgenommen.
Siehe: Liste der Baudenkmäler in Lohhof.